# 東京大學駒場圖書館
東京大學駒場圖書館（東京大学駒場図書館），是日本東京大學附屬圖書館的其中一座圖書館，位於東京大學駒場校區。於2002年開館，為一地下2樓、地上4樓的建築物，現有館藏約64萬冊，共有閱覽席數1,100席。

## 外部連結
- 東京大学 駒場図書館 （日語）